# Tyler Allgeier
Tyler Allgeier (Fontana, 15 aprile 2000) è un giocatore di football americano statunitense che milita nel ruolo di running back per gli Atlanta Falcons della National Football League (NFL).

## Carriera

### Atlanta Falcons
Allgeier fu scelto nel corso del quinto giro (151º assoluto) del Draft NFL 2022 dagli Atlanta Falcons. Debuttò nel secondo turno contro i Los Angeles Rams. Nella settimana 4 contro i Cleveland Browns ebbe 104 yard dalla linea di scrimmage nella vittoria per 23–20. Nel turno successivo disputò la prima gara come titolare a causa di un infortunio al ginocchio di Cordarrelle Patterson. Nella settimana 7 contro i Cincinnati Bengals segnò il suo primo touchdown su corsa nella sconfitta per 17–35. Nella settimana 8 contro i Carolina Panthers ebbe 14 portate per 39 yard e 3 ricezioni per 46 yard e la prima marcatura su ricezione nella vittoria ai tempi supplementari per 37–34. Nella settimana 15 contro i New Orleans Saints corse un massimo stagionale di 139 yard e segnò un touchdown. Nel penultimo turno contro gli Arizona Cardinals corse 20 volte per 83 yard e un touchdown nella vittoria per 20–19.
Allgeier concluse la sua prima stagione con 1.035 yard corse, diventando il primo giocatore dei Falcons a superare quota mille da Devonta Freeman nel 2016 e il primo rookie dei Falcons da William Andrews nel 1979. Superò lo stesso Andrews per yard corse da una matricola di Atlanta e si piazzò secondo tra i rookie della NFL dopo Kenneth Walker III. Fu inserito nella formazione ideale dei rookie dalla Pro Football Writers of America.
Nel Draft 2023 i Falcons scelsero come ottavo assoluto il running back Bijan Robinson ma Allgeier nella prima partita continuò a trovare spazio guidando la squadra con 75 yard corse e 2 touchdown nella vittoria sui Panthers.

## Palmarès
- PFWA All-Rookie Team - 2022